# Blauen
Blauen es una comuna suiza del cantón de Basilea-Campiña, situada en el distrito de Laufen. Limita al norte con las comunas de Hofstetten-Flüh (SO), Metzerlen-Mariastein (SO) y Ettingen, al noreste con Pfeffingen, al este con Nenzlingen, al sur con Zwingen, y al oeste con Dittingen.